# Guerre navale durant la Première Guerre mondiale

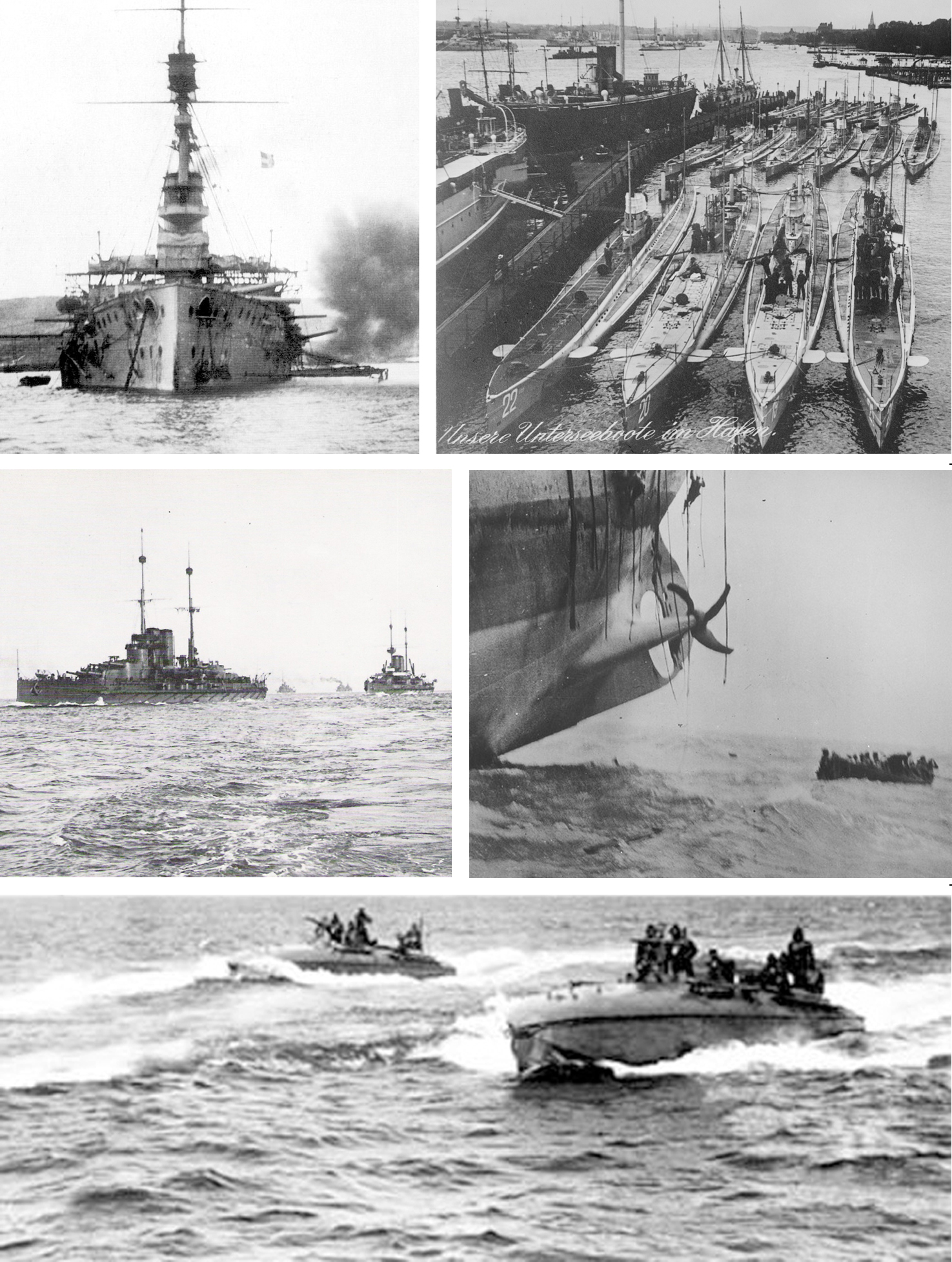
Opérations navales durant la Première Guerre mondiale

La guerre navale durant la Première Guerre mondiale fut caractérisée principalement par les efforts des puissances alliées, avec leurs flottes supérieures et leur position favorisant l’encerclement, en vue d’établir un blocus maritime des empires centraux, et par les efforts des empires centraux pour briser ce blocus voire pour établir un blocus effectif du Royaume-Uni et de la France avec des sous-marins et des bâtiments d'attaque.

## Prélude
La course aux armements navals, principalement entre la Grande-Bretagne et l'Allemagne pour construire des cuirassés dreadnought au début du XXe siècle, est l'objet d’un certain nombre d'études et d'ouvrages. La tentative de l'Allemagne de construire une flotte de cuirassés pouvant rivaliser avec celle du Royaume-Uni, la puissance navale dominante du XIXe siècle et un pays insulaire qui dépendait du commerce maritime pour sa survie, est souvent identifiée comme une cause majeure de l'inimitié entre les deux pays qui contribua parmi d'autres choses à ce que le Royaume-Uni se range aux côtés de la France et de la Russie. Les dirigeants allemands désiraient posséder une marine en proportion de leur puissance économique et militaire, qui pourrait libérer leur commerce extérieur et leur permettre d'établir un véritable empire colonial outre-mer, mais une telle flotte mettrait inévitablement en danger le commerce de la Grande-Bretagne et son empire.
Depuis la première crise marocaine (sur le statut colonial du Maroc, entre mars 1905 et mai 1906), il y avait eu une course aux armements, opposant les puissances européennes. Plusieurs événements les avaient menées à cela. Le capitaine Alfred Mahan était un officier de la marine américaine, très intéressé par l'histoire de la marine britannique. En 1887, il publia The Influence of Sea Power upon History (en) (L'influence de la puissance maritime sur l'Histoire). Le thème de ce livre était la suprématie navale comme clef du monde moderne. Son argument était que chaque nation qui avait dominé les mers, de Rome à la Grande-Bretagne, avait prospéré, tandis que celles qui n’avaient pas la suprématie navale, comme la Carthage d'Hannibal ou la France de Napoléon, n'avaient pas prospéré. Il émettait l'hypothèse que ce qu'avait fait la Grande-Bretagne en construisant une flotte pour contrôler les voies maritimes mondiales, d'autres pourraient également le faire, et en fait devaient le faire s'ils voulaient se lancer dans la course à la richesse et à la conquête d’un empire.

### La course aux armements navals
La thèse de Mahan eut beaucoup d'influence et conduisit à une forte augmentation de la construction navale dans le monde entier. Le Congrès américain ordonna immédiatement la construction de trois cuirassés (avec un quatrième l’USS Iowa, construit deux ans plus tard). Le Japon, formé par des spécialistes britanniques et français, avait anéanti la flotte russe à la bataille de Tsushima, ce qui contribua à renforcer le concept de la puissance navale comme facteur dominant dans les conflits. Cependant, le livre eut le plus d'impact en Allemagne. L’empereur allemand Guillaume II avait découvert la Royal Navy, quand il avait rendu visite à sa grand-mère, la reine Victoria. Sa mère disait de lui que « l’idée de Wilhelm est d'avoir une marine qui doit être plus grande et plus forte que la marine britannique ». En 1898, il fit publier la première loi allemande sur la flotte, deux ans plus tard une deuxième loi doublait le nombre de navires à construire, portant leur nombre à 19 cuirassés et 23 croiseurs dans les 20 années suivantes. En une décennie, l'Allemagne passa d'un niveau inférieur à celui de l’Autriche à la deuxième plus grande flotte de combat mondiale. Pour la première fois depuis Trafalgar, la Grande-Bretagne avait face à elle un rival potentiellement agressif et vraiment dangereux.
Mahan écrivit dans son livre que non seulement la paix dans le monde ou l'empire, mais aussi la survie même de la Grande-Bretagne dépendaient de la capacité de la Royal Navy à dominer les mers.
En effet, le prix de l’essai latin de Cambridge en 1895 fut appelé "Britannici maris ", ou "La puissance maritime britannique". Alors, quand la grande revue navale de juin 1897, pour le jubilé de diamant de la Reine, eut lieu, il y régnait une atmosphère de malaise et d’incertitude. La question dont tout le monde voulait connaître la réponse était de savoir comment la Grande-Bretagne allait garder la suprématie. Mais Mahan ne pouvait pas donner des réponses. L'homme qui croyait qu’il pouvait l’apporter était Jackie Fisher, alors commandant en chef de la Flotte de la Méditerranée. Il croyait qu'il y avait « Cinq clés stratégiques pour l’empire et pour le système économique mondial : Gibraltar, Alexandrie et Suez, Singapour, le cap de Bonne-Espérance, et le pas de Calais ».  Son travail consistait à garder la mainmise sur chacun d'eux.

### Le HMSDreadnought

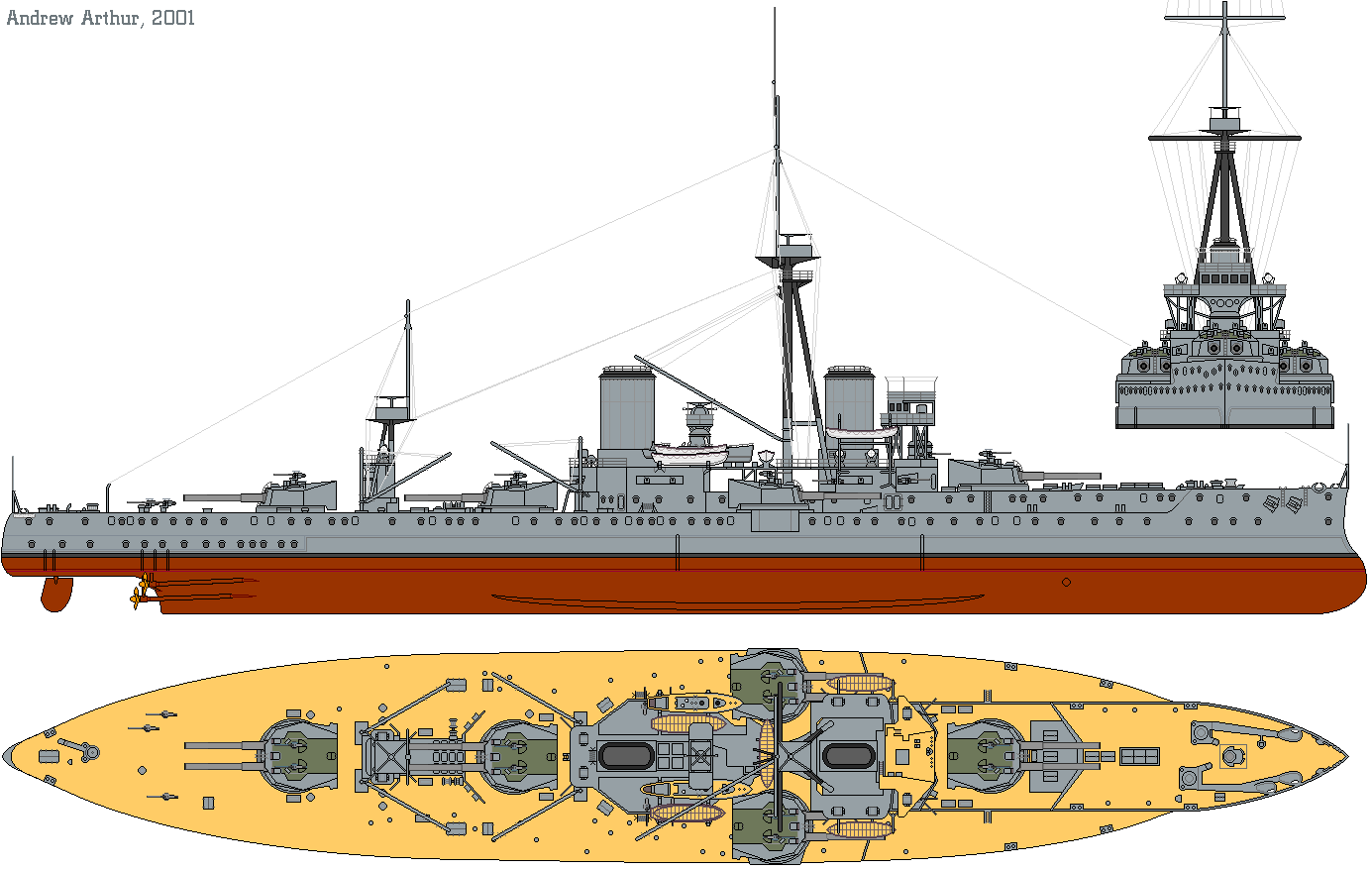
Conception du cuirassé révolutionnaire.

Quand il devint Premier Lord de l'Amirauté, Fisher commença à établir les plans d'une guerre navale contre l'Allemagne. Il déclara au prince de Galles en 1906 que « L'Allemagne conserve toute sa flotte toujours concentrée à quelques heures de l'Angleterre ». «Nous devons donc garder une flotte deux fois plus puissante à quelques heures de l'Allemagne ». Il commença donc le travail sur le HMS Dreadnought, qui fut lancé à Portsmouth en 1906, et qui rendit tous les navires de guerre précédents obsolètes. Il avait les turbines à vapeur, faisant de lui le navire capital le plus rapide alors à flot, capable d’atteindre 21 nœuds (39 km/h), certainement plus rapide que n'importe quel sous-marin ennemi. Il était équipé de dix canons de 12 pouces, alors que ses concurrents les plus importants et les plus proches en avaient seulement quatre. Les canons des dreadnoughts étaient disposés dans cinq tourelles, une à l'avant, deux tourelles sur les côtés, et deux à l'arrière. Fisher proclama : «Nous aurons dix Dreadnoughts en mer avant qu’un seul Dreadnought étranger ne soit lancé, et nous avons 30 % de croiseurs que l'Allemagne et la France réunies ! ».

### La réponse allemande

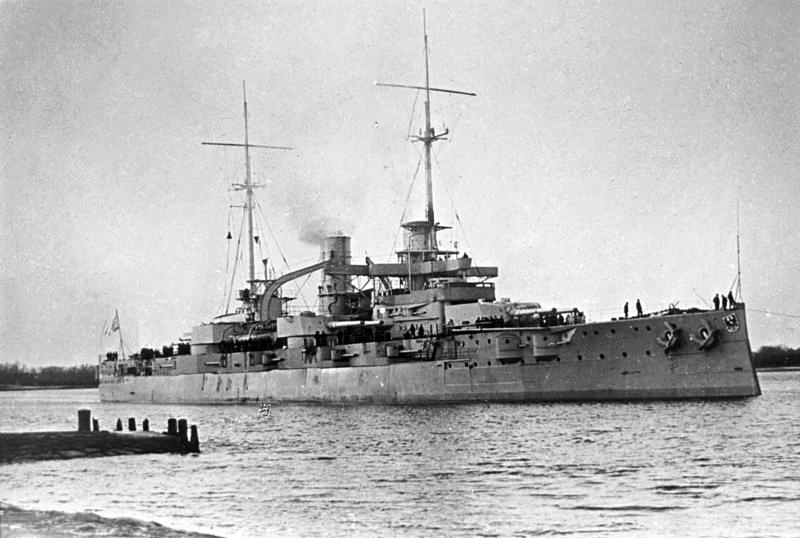
Le SMS Rheinland, un cuirassé de la classe Nassau, première réponse de l'Allemagne au Dreadnought.

L’amiral Alfred von Tirpitz avait souvent visité Portsmouth en tant que cadet de la marine et admiré et envié la Royal Navy. Comme le Kaiser, Tirpitz croyait que le futur rôle dominant de l'Allemagne dans le monde dépendait d'une marine assez puissante pour l’appuyer. Il exigea un grand nombre de navires de guerre. Même lorsque Dreadnought fut lancé rendant ses 15 cuirassés précédemment construits obsolètes, il croyait qu’au final la puissance technologique et industrielle de l'Allemagne permettrait à l'Allemagne de surpasser la Grande-Bretagne dans la construction de bâtiments. Utilisant la menace de sa propre démission, il força le Reichstag à construire trois dreadnoughts et un croiseur de bataille. Il mit également l'argent de côté pour une future  branche sous-marine. Au rythme que Tirpitz souhaitait, l'Allemagne aurait treize cuirassés en 1912, face à la Grande-Bretagne qui en aurait 16.
Lorsque cela fut divulgué au public britannique au printemps 1909, il y eut un tollé général.
Le public exigea huit nouveaux navires de guerre au lieu des quatre que le gouvernement avait prévus cette année-là. Comme Winston Churchill l'a dit, « L'Amirauté avait demandé six navires ; les économistes en offraient quatre ; et nous avons finalement transigé sur huit ». Ainsi, le parti pro-marine avait gagné, mais à quel prix ? Tirpitz n'avait d'autre choix que d'envisager le nouveau programme de construction britannique de dreadnought comme une menace directe contre l'Allemagne. Il devait répondre, faisant monter les enjeux. Toutefois, l'engagement des fonds pour surpasser la construction allemande signifiait que la Grande-Bretagne abandonnait toute idée d'une supériorité navale sur la somme des deux puissances navales les plus importantes. Aucune somme d'argent ne permettrait à la Grande-Bretagne de rivaliser avec les flottes combinées de l’Allemagne et de la Russie ou des États-Unis, ou même de l'Italie. Ainsi, une nouvelle politique, d'une position dominante sur la deuxième puissance maritime mondiale avec une marge de 60 % entra en vigueur. L’équipe de Fisher devient de plus en plus agacé par la façon dont il refusait de tolérer toute différence d'opinion, et la demande de huit dreadnought fut la goutte d’eau qui fit déborder le vase. Ainsi, le 25 janvier 1910, Fisher quitta l'Amirauté. Peu de temps après la démission de Fisher, Churchill devint premier lord de l'Amirauté. Selon lui, la course à l’armement se poursuivrait ; en effet, Lloyd George démissionna presque quand Churchill lui présenta le budget de la marine de 1914 s’élevant à 50 millions de livres.
Au début de la guerre, l'Allemagne avait une impressionnante flotte à la fois de navires capitaux et de sous-marins. D'autres nations avaient de plus petites flottes, généralement avec une plus faible proportion de cuirassés et une plus grande proportion de navires plus petits comme des destroyers et des sous-marins. La France, l'Italie, la Russie, l'Autriche-Hongrie, le Japon et les États-Unis avaient toutes des flottes modernes avec au moins quelques dreadnoughts et sous-marins.

## La technologie navale
La technologie navale dans la Première Guerre mondiale fut dominée par le cuirassé. Les cuirassés furent construits sur le modèle du Dreadnought, avec plusieurs grandes tourelles dotées de gros canons identiques. En termes généraux, les navires britanniques disposaient de plus gros canons et étaient équipés et manœuvrés de telle façon qu’ils pouvaient faire feu plus rapidement que leurs homologues allemands. En revanche, les navires allemands avaient de meilleurs équipements optiques et de télémétrie, et étaient beaucoup mieux compartimentés et capables de faire face à des dommages. Les Allemands avaient aussi généralement de meilleures procédures de manipulation de charges de propulsion, un point qui devait avoir des conséquences désastreuses pour les croiseurs britanniques lors de la bataille du Jutland.
Beaucoup de parties individuelles de navires avaient récemment été améliorées de façon spectaculaire. L'introduction de la turbine conduisit à des performances bien supérieures, elle occupait moins de place et permettait d'améliorer la conception générale des bâtiments. Alors que les cuirassés pré-Dreadnought étaient généralement limités à environ 12-17 nœuds (22–31 km/h), les navires modernes étaient capables d'au moins 20 nœuds (37 km/h), et dans les dernières classes de navires britanniques, 24 nœuds (44 km/h). L'introduction du gyroscope et du contrôle de tir centralisé, la «directeur» selon la dénomination britannique, conduisit à des améliorations spectaculaires dans l'artillerie. Les navires construits avant 1900 avaient des portées de tir efficaces d’environ 1 800 m, alors que les premiers «nouveaux» navires avaient une portée de tir d’au moins 7 300 m, et ceux issus d’un design moderne tiraient à plus de 9 100 m.
Une nouvelle classe de navire, le croiseur de bataille, apparut juste avant la guerre. Il y avait deux écoles de pensée concernant la conception des croiseurs. Ceux de la première, la conception britannique, étaient armés comme leurs cousins dreadnought plus lourds, mais ne disposaient délibérément que d’un faible blindage pour gagner du poids afin d’améliorer leur vitesse. L’idée était que ces navires seraient en mesure d’avoir une puissance de feu supérieure à tout ce qui était plus petit qu'eux, et pourraient fuir tout ce qui était plus grand. Les concepteurs allemands optèrent pour un armement principal légèrement plus petit (canons de 11 ou 12 pouces comparativement aux canons de 12 ou 13,5 pouces de leurs rivaux britanniques) pour gagner en vitesse, tout en gardant un blindage relativement lourd. Ils pouvaient opérer de façon indépendante au large où leur vitesse leur donnait une marge de manœuvre, ou comme une force de reconnaissance rapide face à une grande flotte.
Le torpilleur provoqua une inquiétude considérable à de nombreux planificateurs de la marine. En théorie, un grand nombre de ces navires bon marché pourrait attaquer massivement et surpasser une flotte de dreadnoughts. Cela conduisit à l'introduction de navires dédiés à les garder loin des flottes, les destroyers de bateaux torpilleurs, plus communément appelés destroyers. Bien que le raid de masse continua à être une possibilité, une autre solution fut trouvée sous la forme du sous-marin, et fut de plus en plus utilisée. Le sous-marin pouvait approcher sous l'eau, à l'abri à la fois des canons des navires capitaux et de ceux des destroyers (mais pas pour longtemps), et tirer une salve aussi mortelle que celle d’un torpilleur. Leur autonomie et leur vitesse limitées, en particulier sous l'eau, rendirent ces armes difficiles à utiliser d’un point de vue tactique. Les sous-marins étaient généralement plus efficaces pour attaquer les navires marchands mal défendus que dans la lutte contre les navires de guerre de surface, bien que plusieurs petits et moyens navires de guerre britanniques furent perdus à cause de torpilles lancées à partir de sous-marins allemands comme le montra l'action du 22 septembre 1914 ou un U-Boot coula trois croiseurs.
Le pétrole venait d'être introduit pour remplacer le charbon, contenant jusqu'à 40 % d'énergie de plus par unité de volume, il permit d’étendre l’autonomie des bâtiments et d’améliorer encore leur aménagement intérieur. Un autre avantage est que la combustion du pétrole dégageait beaucoup moins de fumée, rendant la détection visuelle plus difficile. Cela fut généralement atténué par le faible nombre de navires qui l’utilisait, ces navires agissant généralement de concert avec des navires utilisant du charbon.
La radio en était à ses débuts, avec des navires de guerre souvent équipés de radio télégraphe, et des navires marchands beaucoup moins. Le sonar était à ses balbutiements à la fin de la guerre.
L'aviation fut principalement axée sur la reconnaissance. Les porte-avions étaient en cours de développement durant la guerre, et les bombardiers n’étaient capables de transporter que des charges relativement légères.
Les mines marines furent de plus en plus développées. Les mines défensives le long des côtes rendirent beaucoup plus difficile l’approche des vaisseaux capitaux pour effectuer un bombardement des côtes ou soutenir des attaques. Le premier cuirassé qui sombra durant la guerre, le HMS Audacious, fut envoyé par le fond par l’explosion d’une mine marine le 27 octobre 1914. Des mines convenablement disposées servirent également à restreindre la liberté de mouvement des sous-marins.

## Théâtres d’opération

### Mer du Nord
La mer du Nord fut le théâtre principal de la guerre en surface. La Grande Flotte britannique y prit position contre la flotte de haute mer allemande. Cette grande flotte britannique pouvait ainsi maintenir un blocus de l'Allemagne, la coupant du commerce et des ressources de l’outremer. La flotte allemande resta la plupart du temps au port derrière les barrages de mines, tentant occasionnellement d'attirer la flotte britannique dans une bataille (l’une de ces tentatives fut le bombardement de Yarmouth et de Lowestoft) dans l'espoir de l’affaiblir suffisamment pour briser le blocus ou permettre à la flotte de haute mer d’attaquer les navires et le commerce britannique. La Grande-Bretagne s’efforça de maintenir le blocus et, si possible, d’endommager suffisamment la flotte allemande pour éliminer la menace sur les îles et libérer la Grande Flotte afin de l'utiliser ailleurs.
Les grandes batailles du conflit furent principalement la première et la deuxième bataille du Heligoland, la bataille de Dogger Bank et la bataille du Jutland. De façon générale, la Grande-Bretagne, bien que n’enregistrant pas toujours des succès tactiques, réussit à maintenir le blocus et à imposer le mouillage au port de la flotte allemande de haute mer, bien que celle-ci soit restée une perpétuelle menace qui obligea au maintien de la grande majorité des principaux navires britanniques en mer du Nord.
Les batailles et manœuvres attirèrent l'attention des historiens, mais c'est le blocus du commerce allemand via la mer du Nord qui finalement affama la population et mit en difficulté les industries allemandes, contribuant à pousser l'Allemagne à rechercher l'armistice de 1918.

### Manche
Bien que la Manche fût d'une importance vitale pour la Force expéditionnaire britannique (BEF) combattant en France, il n'y avait pas de grands navires de guerre de la Royal Navy dans la Manche. La principale menace pour les forces britanniques de la Manche était la Hochseeflotte (« flotte de haute mer ») située près de l'île d'Heligoland. Si celle-ci avait été envoyée en mer du Nord, elle aurait pu détruire tout navire allié entrant ou sortant du chenal, pouvant rassembler au moins 13 cuirassés dreadnoughts et de nombreux croiseurs blindés, ainsi que des dizaines de destroyers pour attaquer la Manche. La flotte de haute mer ne se serait alors vu opposer que six croiseurs blindés qui avaient été lancés en 1898-1899, trop vieux pour accompagner les grands et rapides dreadnoughts de la Grande Flotte britannique basée à Scapa Flow.
La menace des U-boot dans la Manche, bien que réelle, ne fut pas un souci important aux yeux de l'Amirauté britannique, qui considérait les sous-marins comme inutiles. Le haut commandement allemand considérait lui-même les U-boot comme des « vaisseaux expérimentaux ». Ainsi, bien qu'elle constituât une artère majeure de la BEF, la Manche ne fut jamais attaquée directement par la flotte de haute mer allemande.

### Atlantique

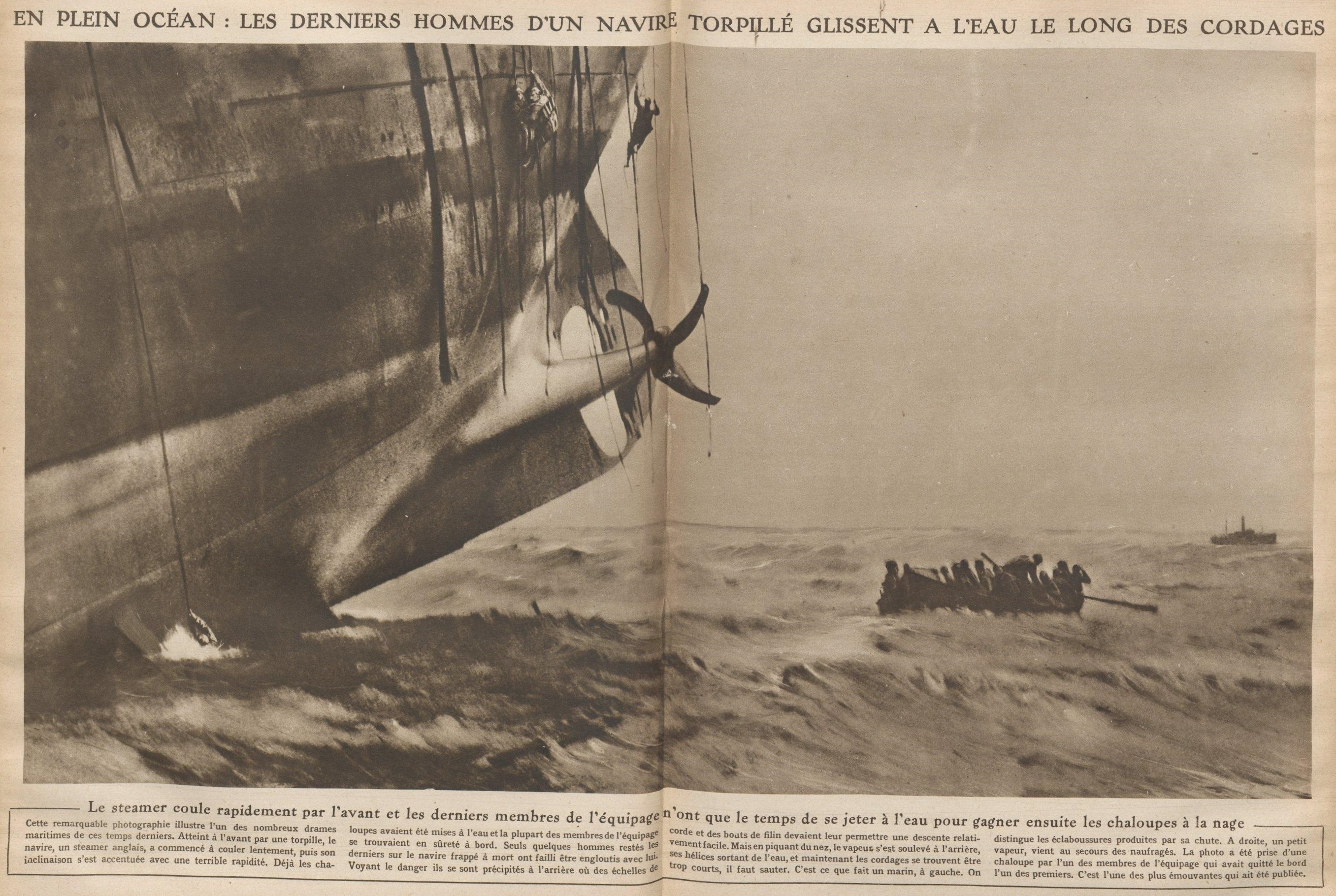
Navire anglais sombrant après son torpillage par un sous-marin allemand en 1917.

Alors que l'Allemagne était considérablement gênée par le blocus britannique, la Grande-Bretagne, en tant que nation insulaire, était elle-même fortement dépendante des ressources importées par voie maritime. Les sous-marins allemands (U-boot) avaient une efficacité limitée contre les navires de guerre de surface, bien équipés et sur leurs gardes, mais étaient très efficaces contre les navires marchands sans défense.
En 1915, l'Allemagne déclara le blocus naval de la Grande-Bretagne, qui devait être mis en œuvre par ses sous-marins. Les U-boot coulèrent des centaines de navires marchands alliés. Puisque les sous-marins attaquaient habituellement par ruse, il était difficile de donner l'alerte avant l'attaque d'un navire marchand ou de sauver les survivants. Il en résulta de nombreux morts civils, en particulier lorsque des navires de transport de passagers furent coulés — ce qui constituait une violation flagrante des règles de la Convention de La Haye. En outre, les sous-marins allemands coulèrent également des navires battant pavillon neutre dans la zone du blocus, que ce soit intentionnellement ou parce que l'identification en était difficile depuis une position immergée.
Ces violations du droit international retournèrent l’opinion des pays neutres contre les empires centraux, notamment pour des pays comme les États-Unis et le Brésil qui souffrirent de pertes humaines et de menace sur leurs échanges commerciaux.
Au début de 1917, l'Allemagne déclara la guerre sous-marine totale, incluant les attaques sans avertissement contre tout navire dans la « zone de guerre », y compris de pays neutre. Ce fut une des principales causes de la déclaration de guerre des États-Unis à l'Allemagne.
La campagne des U-boot coula près de la moitié de tous les navires de commerce britanniques et causa de graves pénuries de nourriture et autres biens de première nécessité. Mais les sous-marins furent finalement vaincus par le regroupement des navires marchands en larges convois escortés et défendus militairement. Cette défaite de la tactique allemande fut largement favorisée par l'entrée des États-Unis dans la guerre, ainsi que l'utilisation croissante des premiers sonars primitifs et des patrouilles aériennes pour détecter et suivre les sous-marins.

### Méditerranée

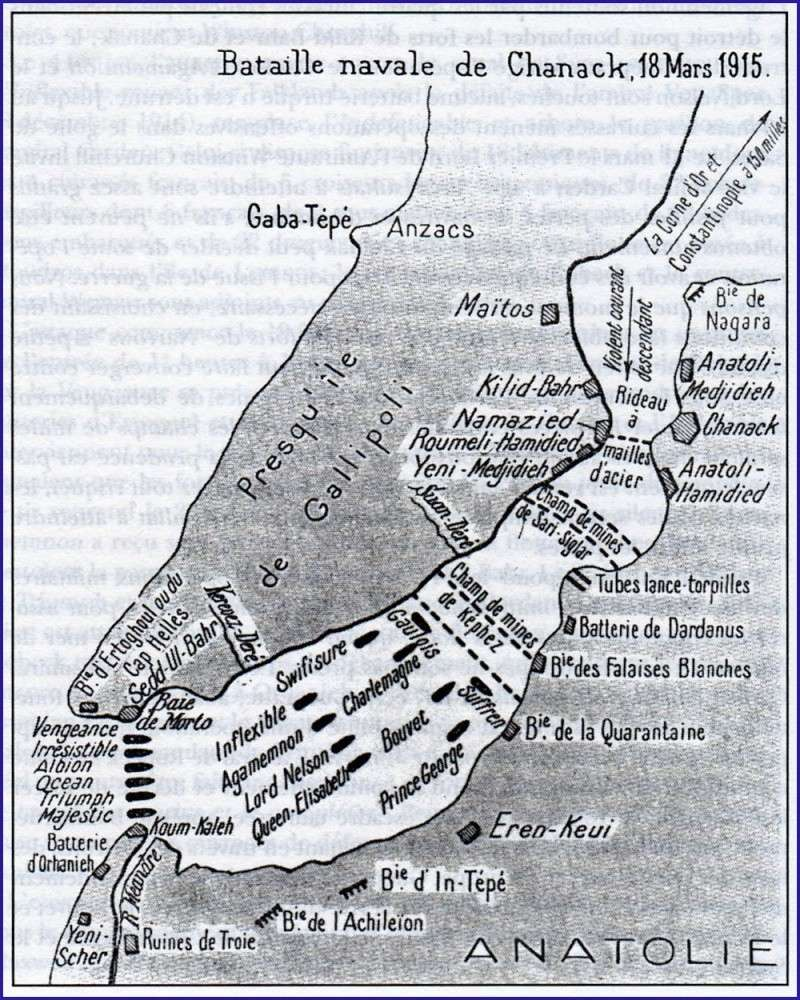
Carte de la bataille du 18 mars 1915 dans les Dardanelles.

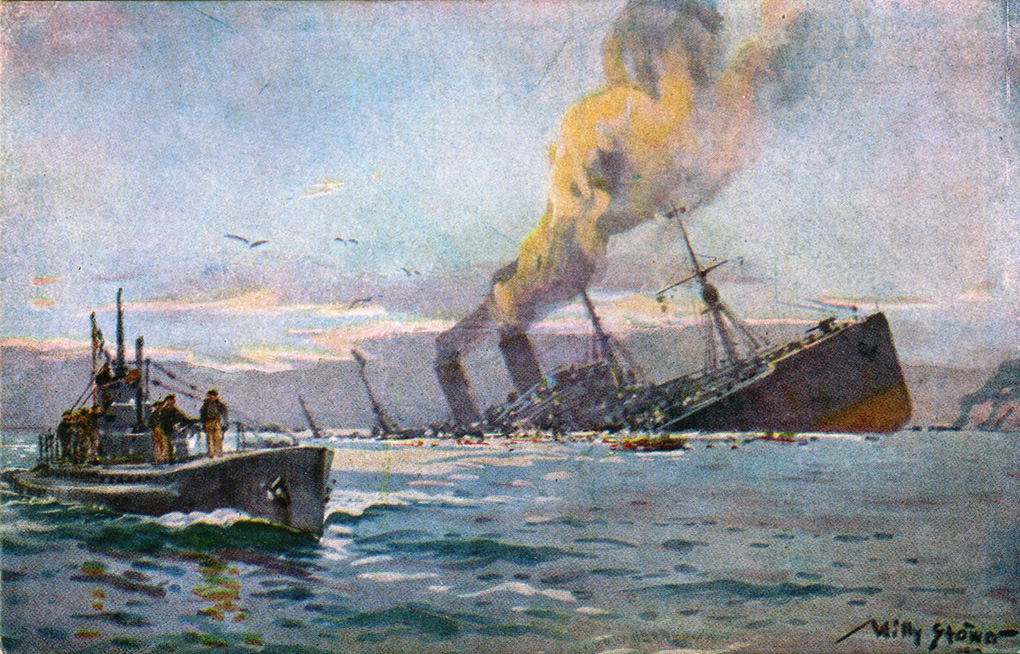
U-boot en train de couler un transport de troupes, peinture de Willy Stöwer

Des combats navals limités eurent lieu entre les forces navales de l'Autriche-Hongrie et de l'Allemagne et les marines alliées de la France, de Grande-Bretagne, d'Italie et de l’empire du Japon. La marine de l'Empire ottoman ne sortit des Dardanelles qu’une fois, le 20 janvier 1918 lors de la bataille d'Imbros (en), préférant concentrer ses opérations dans la mer Noire.
L’action principale des flottes de la Triple-Entente fut la tentative de bouter l'Empire ottoman hors de la guerre par une attaque sur Constantinople en 1915. Cette intervention commença le 18 mars 1915 par la tentative navale anglo-française de forcer le détroit des Dardanelles. L’échec fut total et obligea à tenter un débarquement pour réduire les défenses terrestres afin de marcher sur Constantinople. L'opération engagea des dizaines de milliers d’hommes pendant presque un an. Ce fut un nouvel échec. Les Alliés durent rembarquer en janvier 1916, après avoir perdu six cuirassés, dix sous-marins et plus de 200 000 morts et blessés. Ils laissaient ainsi la Russie sans possibilité de ravitaillement par la mer Noire, ce qui est l'une des causes majeure de l’allongement de la durée de la guerre et de la chute du tsarisme en 1917. La campagne des Dardanelles fut la plus importante défaite alliée de la Première Guerre mondiale.
Durant le reste de la guerre, les actions navales se composèrent presque entièrement de combats menés par les sous-marins du côté autrichien et allemand et du blocus mené par la Triple-Entente qui mit en œuvre le barrage d'Otrante en mer Adriatique.

### Mer Noire
La mer Noire était le domaine des Russes et de l'Empire ottoman. La Grande flotte russe était basée à Sébastopol en Crimée, dirigée par deux commandants expérimentés : l'amiral Eberhardt (1914-1916) et l'amiral Koltchak (1916-1917).
La marine ottomane, au contraire, se trouvait dans une période de transition avec de nombreux navires obsolètes. Elle s'était attendue à recevoir deux puissants cuirassés dreadnoughts construits en Grande-Bretagne, mais le Royaume-Uni saisit les cuirassés dont la construction était achevée, le Reşadiye et le Sultân Osmân-ı Evvel, lors du déclenchement de la guerre avec l'Allemagne, et les incorpora dans la Royal Navy.
La guerre en mer Noire commença lorsque la flotte ottomane bombarda plusieurs villes de Russie en octobre 1914. Les navires les plus modernes de la flotte ottomane étaient deux navires de la flotte allemande de la Méditerranée : le puissant cuirassé allemand SMS Goeben et le croiseur léger rapide SMS Breslau, tous deux sous le commandement de l'amiral allemand Wilhelm Souchon. Le Goeben avait un design moderne et un équipage bien entraîné, pouvait facilement prendre le dessus ou distancer un navire isolé de la flotte russe. Cependant, même si les cuirassés russes qui lui furent opposés étaient plus lents, ils étaient souvent en mesure de se regrouper en nombre pour surpasser la puissance de feu du Goeben, le forçant à fuir.
Une série continue d'opérations relevant du chat et de la souris occupa les deux premières années de la guerre, avec les amiraux des deux parties essayant de mettre à profit leurs forces tactiques respectives dans des embuscades. De nombreuses batailles se déroulèrent ainsi entre les flottes russe et ottomane, où le Goeben d'un côté et des unités russes de l'autre furent endommagés à plusieurs reprises.
La flotte russe de la mer Noire fut principalement utilisée pour soutenir le général Ioudenitch dans sa campagne du Caucase. Cependant, l'apparition du Goeben pouvait radicalement changer la situation, ainsi toutes les activités, même le bombardement côtier, durent être menées par la quasi-totalité de la flotte russe de la mer Noire, car une force plus petite pouvait être victime de la vitesse et des armes du Goeben.
Toutefois, la situation bascula en faveur des Russes en 1916. Le Goeben avait été en service constant durant les deux dernières années et, en raison d'un manque d’installations, il ne fut pas en mesure d'entrer en radoub et commença à souffrir de pannes chroniques de moteur. Pendant ce temps, la marine russe avait reçu le dreadnought moderne Imperatritsa Maria qui, bien que plus lent, était en mesure de résister et même de surpasser la puissance de feu du Goeben.
Bien que les deux navires eurent une brève escarmouche, aucun ne réussit à profiter de son avantage tactique et le combat se termina avec le Goeben en fuite et l’Imperatritsa Maria essayant courageusement de le poursuivre. Cependant, l'arrivée du navire russe réduisit sérieusement les activités du Goeben et la flotte russe prit ainsi le contrôle presque total de la mer Noire, situation accentuée par l’arrivée d’un nouveau cuirassé, l’Imperatritsa Ekaterina Velikaya (L'Impératrice Catherine la Grande). Les forces légères allemandes et turques continuèrent cependant à attaquer et harceler les navires russes jusqu'à la fin de la guerre à l'Est.
Après que l'amiral Koltchak en ait pris le commandement en août 1916, il prévoyait de dynamiser la flotte russe de la mer Noire par une série d'actions agressives. La flotte russe mina ainsi la sortie du Bosphore, empêchant la quasi-totalité des navires ottomans d'entrer en mer Noire. Plus tard dans l’année, les approches maritimes de Varna, en Bulgarie, furent également minées. Mais cela n'élimina pas les revers pour autant, comme la destruction de l’Imperatritsa Maria, qui explosa dans le port le 20 octobre 1916, juste un an après sa mise en service. L'enquête postérieure détermina que l'explosion était probablement accidentelle, mais que le sabotage ne pouvait être totalement exclu. L'événement secoua l'opinion publique russe. Après cet incident, les Russes accélérèrent la construction de deux dreadnoughts supplémentaires déjà commencée, et le rapport de force restait entre leurs mains jusqu'à l'effondrement du tsarisme en novembre 1917.
Pour soutenir l'attaque anglo-française sur les Dardanelles, des sous-marins britanniques, français et australiens furent envoyés dans la mer Noire au printemps 1915. Un certain nombre de cargos et de navires de guerre turcs furent coulés, mais plusieurs sous-marins furent perdus. Les bâtiments furent retirés lors de l'évacuation des Dardanelles en janvier 1916.

### Mer Baltique
Dans la mer Baltique, l'Allemagne et la Russie furent les principaux combattants, avec un certain nombre de sous-marins britanniques naviguant au travers du Cattégat pour aider les Russes. Comme la flotte allemande était plus importante et plus moderne (de nombreux navires de la flotte de haute mer pouvaient être facilement déployés dans la Baltique quand la mer du Nord était calme), les Russes jouèrent un rôle essentiellement défensif, tout au plus attaquant les convois entre l'Allemagne et la Suède.
Un coup majeur pour les forces alliées eut lieu le 26 août 1914. Le croiseur léger SMS Magdeburg, faisant partie d'un escadron de reconnaissance, pris dans un épais brouillard s'échoue dans le golfe de Finlande. Les autres navires allemands ont essayé de la remettre à flot, mais décidèrent de le saborder quand ils eurent connaissance qu’une force d'interception russe approchait. Des plongeurs de la marine russe explorèrent l'épave et récupérèrent le livre-code de la marine allemande qui fut ensuite transmis à leurs alliés britanniques et contribua considérablement au succès des Alliés dans la mer du Nord.
À la suite des minages massifs, défensifs et offensifs, des deux côtés, les flottes jouèrent un rôle limité sur le front de l'Est. Les Allemands montèrent de grandes attaques navales dans le golfe de Riga, non couronnée de succès en août 1915 et avec succès en octobre 1917, quand ils occupèrent les îles du golfe et endommagèrent des navires russes partant de la ville de Riga, ville que l'Allemagne avait récemment capturée. Cette deuxième opération culmina avec une action majeure dans Baltique, la bataille du détroit de Muhu dans laquelle le cuirassé russe Slava fut coulé.
En mars 1918, la révolution russe et le traité de Brest-Litovsk font de la Baltique un lac allemand, et les flottes allemandes transférèrent des troupes pour soutenir les Blancs dans la guerre civile finlandaise et occuper une grande partie de la Russie, ne s'arrêtant que lorsqu’ils furent défaits à l’Ouest.

### Autres océans
Un certain nombre de navires allemands stationnés outremer au début de la guerre engagèrent des opérations de raids dans les mers mal défendues, comme le SMS Emden, qui fit irruption dans l'océan Indien, coulant ou capturant trente navires marchands et navires de guerre alliés, bombardant Madras et Penang, et détruisant un relais radio sur les îles Cocos avant d'y être coulé par HMAS Sydney (en). Mieux connue était l'escadre allemande d'Extrême-Orient, commandée par l'amiral Maximilian von Spee, qui navigua à travers le Pacifique, attaquant Papeete et gagnant la bataille de Coronel avant d'être vaincu et en grande partie détruit lors de la bataille des Falklands. Les derniers vestiges de l'escadre de Spee furent internés dans les ports chiliens et détruit lors de la bataille de Más a Tierra.
Les forces navales alliées capturèrent un grand nombre de colonies allemandes isolées. Les Samoa, la Micronésie, Qingdao, la Nouvelle-Guinée allemande, le Togo et le Cameroun tombèrent la première année de la guerre. Comme l'Autriche-Hongrie refusait de retirer son croiseur SMS Kaiserin Elisabeth de la base navale allemande de Tsingtao, le Japon déclara la guerre en 1914, non seulement à l'Allemagne, mais aussi à l'Autriche-Hongrie. Le croiseur participa à la défense de Tsingtao où il fut coulé en novembre 1914. Malgré la perte du dernier croiseur allemand dans l'océan Indien, le SMS Königsberg, au large des côtes de l'Afrique orientale allemande en juillet 1915, l'armée allemande mena une longue campagne de guérilla terrestre. Les unités navales britanniques (en) expédiées à travers l'Afrique sous le commandement du lieutenant-commandant Geoffrey Spicer-Simson avaient gagné le contrôle stratégique du lac Tanganyika dans une série d'engagements en février 1916, mais la lutte terrestre en Afrique orientale allemande continua jusqu'en 1918.